# Leonardo Miccolis
Leonardo Miccolis (Putignano, 28 agosto 1890 – 2 gennaio 1953) è stato un ingegnere e politico italiano.
Fu deputato nell'assemblea costituente, intervenne in sedici discussioni, senza però ricoprire incarichi rilevanti:
- Disposizioni sulla stampa
- Ordinamento dei Corpi consultivi del Ministero della pubblica istruzione
- Modificazioni al decreto legislativo 10 marzo 1946, n.74, per l'elezione della Camera dei Deputati
- Tumulti di San Severo
- Sul premio assegnato ai consegnatari del grano agli ammassi
- Dissidio fra laureati ingegneri e diplomati di Istituti secondari
- Sulle condizioni di San Paolo Civitate (Foggia) dopo il nubifragio del 23 giugno
- Ragioni dello sciopero del personale insegnanti della scuola secondaria e come si è inteso tradurre in atto gli impegni circa la funzione educativa, sociale e morale della scuola
- Incendio della sede della Camera del Lavoro di Gioia del Colle
- Sull'ordine pubblico
- Fatti di San Giuseppe Jato e Sancipirrello
- Titolo II: Rapporti etico - sociali (Discussione articoli)
- Titolo III: Rapporti economici (Discussione articoli)
- Titolo V: Le Regioni e i Comuni (Discussione degli articoli dal 108 - bis al 124)
- Titolo VI: Garanzie costituzionali (articoli dal 126 al 131)